# Freiherr-vom-Stein-Medaille (Saarland)
Die Freiherr-vom-Stein-Medaille ist eine Auszeichnung, die das Saarland an Bürger verleiht, die sich um die kommunale Selbstverwaltung verdient gemacht haben. Die Auszeichnung wurde am 14. September 1989 vom saarländischen Ministerpräsidenten gestiftet; die Verleihung erfolgt in der Regel durch den Innenminister.

## Form und Trageweise
Die Medaille hat einen Durchmesser von 50 mm und zeigt auf der Vorderseite das Profilkopfbild des preußischen Reformers und Staatsmanns Heinrich Friedrich Karl Reichsfreiherr vom und zum Stein (1757–1831) mit den Jahreszahlen „1757 - 1831“. Die Rückseite der Medaille trägt unter dem saarländischen Landeswappen die Inschrift: „Für Verdienste um die kommunale Selbstverwaltung“. Die Freiherr-vom-Stein-Medaille ist nicht zum Tragen in der Öffentlichkeit bestimmt. In der Öffentlichkeit kann zu besonderen Anlässen eine Anstecknadel getragen werden, die das Profilkopfbild des Freiherrn vom Stein zeigt. Die Anstecknadel wird mit der Medaille übergeben. Über die Verleihung der Freiherr-vom-Stein-Medaille wird eine Urkunde ausgestellt. Urkunde, Medaille und Anstecknadel gehen in das Eigentum des Beliehenen über.

## Quelle
- Erlass der saarl. Innenministerin zur Freiherr-vom-Stein-Medaille (PDF-Datei; 54 kB)